# Liste der Stolpersteine in Altenkunstadt
Die Liste der Stolpersteine in Altenkunstadt enthält die Stolpersteine, welche im Rahmen des gleichnamigen Kunstprojekts von Gunter Demnig in Altenkunstadt verlegt wurden. Mit ihnen soll den Opfern des Nationalsozialismus gedacht werden, die in Altenkunstadt lebten und wirkten. Sie liegen im Regelfall vor dem letzten selbst gewählten Wohnsitz des Opfers.

## Liste der Stolpersteine
| Stolperstein | Inschrift                                                                                              | Standort                          | Name, Leben                                                             |
| ------------ | --- | --------------------------------- | ----------------------------------------------------------------------- |
|              | HIER WOHNTE EMIL SCHUSTER JG. 1905 GEDEMÜTIGT / ENTRECHTET FLUCHT IN DEN TOD 29. OKT: 1939             | Langheimer Straße 1 (Standort)    | Emil Schuster (1905–1939)                                               |
|              | HIER WOHNTE JULIE SCHUSTER GEB. LÖWENTHAL JG. 1876 DEPORTIERT 1942 TRANSIT - GHETTO KRASNICYN ERMORDET | Langheimer Straße 1 (Standort)    | Julie Schuster(1876–1942/45)                                            |
|              | HIER WOHNTE MAX SCHUSTER JG. 1876 DEPORTIERT 1942 TRANSIT - GHETTO KRASNICYN ERMORDET                  | Langheimer Straße 1 (Standort)    | Max Schuster(1876–1942/45)                                              |
|              | HIER WOHNTE HELENE WOLF GEB. BRILL JG. 1906 DEPORTIERT 1942 IZBICA ERMORDET                            | Theodor-Heuß-Straße 65 (Standort) | Helene Wolf (* 1906 geb. Brill) deportiert 1942 und ermordet in Izbica. |
|              | HIER WOHNTE LEO WOLF JG. 1892 DEPORTIERT 1942 IZBICA ERMORDET                                          | Theodor-Heuß-Straße 65 (Standort) | Leo Wolf (* 1892) deportiert 1942 und ermordet in Izbica.               |
|              | HIER WOHNTE MARGOT WOLF JG. 1928 DEPORTIERT 1942 IZBICA ERMORDET                                       | Theodor-Heuß-Straße 65 (Standort) | Margot Wolf (* 1928) deportiert 1942 und ermordet in Izbica.            |

## Verlegedaten
- 9. Mai 2013: Theodor-Heuß-Straße 65[1]
- 28. August 2023: Langheimer Straße 1[2]